# Pedro Hernández Garrido
Pedro Hernández Garrido (San Bernardo, 27 de septiembre de 1949) es un profesor y político chileno. Fue gobernador de la Provincia de Cachapoal entre 2012 y 2014, y alcalde de Rancagua entre 2000 y 2004.

## Biografía
Nació en San Bernardo en 1949.
En 1970 ingresó a la Universidad de Chile a estudiar pedagogía en Castellano y se tituló de profesor de Estado en 1974. También es administrador educacional, graduado en la Academia Nacional de Estudios Políticos y Estratégicos, tiene un diplomado en Gestión y Administración por la Universidad Mayor y un diplomado en Alta Gestión Municipal por la Universidad Adolfo Ibáñez.
En el ámbito educacional fue rector de la Universidad Leonardo Da Vinci en Rancagua.
Su hijo, Pedro Hernández Peñaloza, asumió como concejal de Rancagua en diciembre de 2008, y fue reelecto en 2012.

## Carrera política
En 1992 postuló a integrar el municipio de Rancagua en las elecciones municipales de ese año, pero no obtuvo los votos para ser alcalde ni concejal. Volvió a postularse en las elecciones municipales de 2000, representando a Renovación Nacional (RN), y fue elegido alcalde de Rancagua para el período 2000-2004 con el 29,81%. Durante su mandato, el año 2001, abandonó RN y se sumó a las filas de la Unión Demócrata Independiente (UDI). Buscó la reelección, esta vez por la UDI, en las elecciones municipales de 2004, pero perdió frente al democratacristiano Carlos Arellano Baeza.
En septiembre de 2012 fue designado como gobernador de la Provincia de Cachapoal. Cesó en el cargo en marzo de 2014.

## Historial electoral

### Elecciones municipales de 2000
- Elecciones municipales de 2000, para la alcaldía de Rancagua[4]

| Candidato                  | Pacto        | Partido | Votos  | %     | Resultado |
| -------------------------- | ------------ | ------- | ------ | ----- | --------- |
| Pedro Hernández Garrido    | Alianza      | RN      | 26 094 | 29,81 | Alcalde   |
| Eduardo Soto Romero        | Alianza      | UDI     | 1 428  | 1,63  | Concejal  |
| Pamela Medina Schulz       | Alianza      | ILC     | 680    | 0,78  | Concejal  |
| Darío Valenzuela Van Treek | Concertación | PPD     | 25 620 | 29,27 | Concejal  |
| Jacqueline Garate Guajardo | Concertación | PPD     | 716    | 0,82  | Concejal  |
| Edison Ortiz González      | Concertación | PS      | 2 279  | 2,60  | Concejal  |
| Claudio Sule Fernández     | Concertación | PRSD    | 12 952 | 15,24 | Concejal  |
| Ricardo Tudela Barraza     | Concertación | PDC     | 4 046  | 4,62  | Concejal  |

### Elecciones municipales de 2004
- Elecciones municipales de 2004, para la alcaldía de Rancagua[5]

| Candidato               | Pacto                          | Partido | Votos  | %     | Resultado |
| ----------------------- | ------------------------------ | ------- | ------ | ----- | --------- |
| Carlos Arellano Baeza   | Concertación                   | PDC     | 37 251 | 43,83 | Alcalde   |
| Pedro Hernández Garrido | Alianza                        | UDI     | 31 136 | 36,63 |           |
| Claudio Sule Fernández  | Independiente (Fuera de pacto) | IND     | 12 952 | 15,24 |           |
| Valentina Acosta Galaz  | Juntos Podemos                 | PH      | 3 658  | 4,30  |           |